# 상송 프랑수아

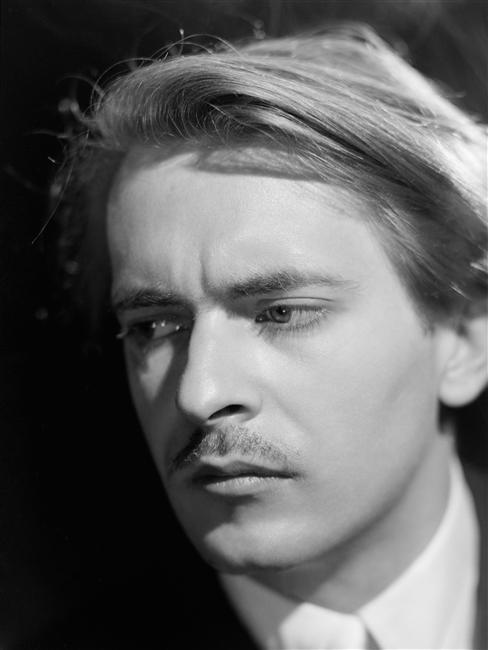

상송 파스칼 프랑수아(프랑스어: Samson Pascal François, 1924년 5월 18일 - 1970년 10월 22일)는 프랑스의 피아노 연주자이다.

## 생애
상송 프랑수아는 프랑스인으로서 1924년 외교관 아버지의 근무 지역이었던 독일 프랑크푸르트에서 태어났다.
그는 5세 때 연주회를 열었다. 니스 음악원 · 파리 음악원에서 알프레드 코르토, 마르그리트 롱에게서 배웠다. 1943년, 롱 티보 콩쿠르에서 우승하였다. 1947년에는 뉴욕에서 번스타인의 지휘에 의해 프로코피예프의 <피아노 협주곡>을 연주하였다. 극심한 알콜중독으로 46세라는 젊은 나이에 세상을 떠났다.
쇼팽 스페셜리스트로 남들과는 차별화된 해석을 들려 준다. 쇼팽뿐만 아니라 슈만, 드뷔시, 라벨 해석에도 상당히 뛰어났다. 레코드는 독특하고 양호한 컨디션과 멋을 부린 스타일이 뒤섞여 씩씩한 맛을 나타내고 있다. 또 현대와 근대를 강하게 느끼게 해준다. 쇼팽의 레코드 연주가 압도적으로 많지만, 라벨과 프로코피예프의 피아노 협주곡, 라벨의 <밤의 가스파르> 등의 연주에도 뛰어났다.